# 最后一晚
〈最后一晚〉是英国歌手利昂娜·刘易斯的歌曲。詞曲由刘易斯与理查德-"比夫"-斯坦纳德、伊恩-詹姆斯、杰兹-阿瑟斯特和布拉德福德-埃利斯所共同編寫，并由理查德-"比夫"-斯坦纳德制作。
這首歌收錄於劉易斯的第四張专辑《愛在聖誕》（2013年）中，並作為專輯的首支推廣單曲，于11月5日在美国发行，11月29日在爱尔兰和英国发行，12月2日在欧洲的多地发行。這首歌被认为是英国近年最流行的圣诞歌曲之一。截至2021年，串流收聽次數已超过9300万。

## 音樂視頻
〈最后一晚〉的官方音乐视频于2013年11月30日上传到刘易斯的官方VEVO账户。刘易斯的男友Dennis Jauch也出现在视频中。刘易斯说这段视频的靈感來自於 "一个摄影小组来到音樂工作室，拍摄我和我的朋友打打鬧鬧，我只是表現平常的我而已。"